# Crise politico-linguistique de 2018 en Ontario
La crise politico-linguistique de 2018 en Ontario est une crise déclenchée par des décisions prises par le gouvernement Ford en novembre 2018 et visant la suppression d’institutions et de projets de la minorité franco-ontarienne. Elle s’inscrit dans une suite d'actions du gouvernement de l’Ontario contre les francophones vivant dans cette province[réf. nécessaire].

## Déclencheur
Lors de l'énoncé économique présenté le 15 novembre 2018, le gouvernement Ford annonce le retrait de tout financement du projet d’Université de l’Ontario français à Toronto et l’abolition du Commissariat aux services en français de l’Ontario. Le premier ministre conservateur Doug Ford et le ministre des Finances Vic Fedeli justifient l'annulation du projet et les coupes dans les services aux Ontarois en évoquant la dette publique et le déficit budgétaire de la province.
Dans les jours qui suivent, les médias rapportent d'autres coupes dans les services en français, y compris le retrait d'un financement promis à La Nouvelle Scène d'Ottawa, un centre de théatre francophone hébergeant quatre compagnies: le Théâtre du Trillium, le Théâtre de la Vieille 17, Vox Théâtre et le Théâtre la Catapulte. Les trois magazines éducatifs à l’intention des élèves franco-ontariens doivent cesser de paraître.

## Commissariat aux services en français
Le commissaire aux services en français est chargé de recevoir les plaintes concernant les services gouvernementaux en français et d'exercer des pouvoirs d'enquête pour faire des recommandations concernant la prestation de ces services en vertu de la Loi sur les services en français. L'abolition du poste de commissaire limite les possibilités de recours des Franco-Ontariens contre les décisions qui vont à l'encontre des droits de la minorité francophone.

## Université de l’Ontario français
Le projet d'université francophone en Ontario, amorcé sous le gouvernement libéral précédent, avait reçu le soutien du Parti progressiste-conservateur pendant la campagne électorale qui a précédé les élections générales ontariennes de 2018. La ministre des Affaires francophones Caroline Mulroney a indiqué que son gouvernement avait dû revenir sur ses intentions par rapport au projet à cause de l'ampleur du déficit. Elle a également plaidé pour un réexamen du projet, lui reprochant de ne pas chercher à combler les pénuries de main-d’œuvre qualifiée dans les domaines comme les soins infirmiers ou l'enseignemet.

## Résistance
L'Assemblée de la francophonie de l'Ontario (AFO) s'est insurgée contre les coupes décrétées par le gouvernement Ford qui, selon elle, « ciblent injustement les contribuables francophones ». La communauté franco-ontarienne s'est mobilisée, organisant la Résistance. Le 15 novembre 2018, l’AFO a demandé une rencontre d’urgence avec Doug Ford afin de discuter de ces décisions, estimant que « le gouvernement Ford ne tient pas compte des droits des citoyens de l’Ontario et de la richesse qu’apporte la communauté francophone à la province ».

## Réactions, enjeux et causes
La décision de couper les services francophones est considérée par certains comme une attaque contre l’Ontario français, une atteinte aux droits des francophones. Doug Ford argue que les Franco-Ontariens ne sont pas plus nombreux que les Italiens ou les Chinois en Ontario, niant qu’ils ont des droits liés aux fondateurs du Canada.
Le 23 novembre 2018, le Premier ministre fait marche arrière sur des mesures accessoires et annonce son intention de rétablir le ministère des Affaires francophones, relégué au statut d'Office lors de sa prise de pouvoir en juin 2018; de s'adjoindre un conseiller aux affaires francophones; et de créer un poste de sous-commissaire pour les affaires francophones au sein du bureau de l'Ombudsman provincial. L'AFO, accueille la proposition comme un geste d'ouverture au dialogue, mais la juge inacceptable, demandant le retour au statu quo.
Le 29 novembre, la députée franco-ontarienne Amanda Simard, jugeant insuffisants les reculs « cosmétiques » du gouvernement Ford, quitte le caucus progressiste-conservateur pour siéger comme indépendante.
Le 6 décembre, devant le Comité permanent des langues officielles, le Commissaire aux langues officielles du Canada, Raymond Théberge, a dit souhaiter que le gouvernement de l’Ontario revienne sur sa décision de couper dans les services en français et a estimé que le gouvernement fédéral devrait financer l’Université de l’Ontario français.
Cette crise rappelle d'autres épisodes de l'histoire franco-ontarienne où les Ontarois ont contesté des décisions du gouvernement de l'Ontario allant à l'encontre de droits de la minorité francophone. Ainsi, en 1912, le gouvernement conservateur de James Whitney promulgue l'adoption du Règlement 17 interdisant l'enseignement en français en Ontario. En 1997, le gouvernement conservateur Mike Harris annonce la fermeture de l'Hôpital Montfort; les Franco-Ontariens se rallient autour du mouvement SOS Montfort et font céder le gouvernement.